# Acantharachne regalis
Acantharachne regalis är en spindelart som beskrevs av Hirst 1925. Acantharachne regalis ingår i släktet Acantharachne och familjen hjulspindlar. Inga underarter finns listade i Catalogue of Life.